# Karlo Pavao Gvozdanović
Karlo Pavao Gvozdanović (u stranim izvorima Karl Paul Freiherr von Quosdanovich, s prezimenom pisanim i kao ''Quasdanovich ili Guosdanovich), (Brezovac Žumberački, Kraljevina Hrvatska pod Habsburzima, 1763.  – Pančevo, Banat (tada u sastavu Habsburške Monarhije), 5. veljače 1817.) hrvatski plemić i časnik u službi Habsburške vojske, s činom general-bojnika. 

## Životopis
Karlo Pavao barun Gvozdanović rođen je 1763. godine u Brezovcu Žumberačkom, na području gdje su mahom živjele stare uskočke obitelji sa stoljetnom vojničkom tradicijom. Bio je rođak podmaršala Petra Vida Gvozdanovića, koji je dvaput odlikovan najvišim habsburškim vojnim ordenom, onim Marije Terezije, te 1779. dobio barunstvo. 
Kao mladić stupio je u vojnu službu, te postupno napredovao u njoj. Godine 1796. imao čin satnika, 1801. bojnika, 1809. pukovnika, a 12. svibnja 1813. postao je general-bojnik.       
Sudjelovao je u mnogim bitkama u ratovima koje je vodila Habsburška Monarhija, uglavnom u koaliciji s drugim europskim državama protiv Kraljevine Francuske, potkraj 18. i početkom 19. stoljeća, a to su prvenstveno Francuski revolucionarni ratovi, odnosno nakon toga Napoleonski ratovi. Istaknuvši se svojom sposobnošću i hrabrošću, više puta je odlikovan, pa je, kao i njegov poznati rođak podmaršal, dobio Viteški križ Vojnog reda Marije Terezije (18. kolovoza 1801. kao bojnik) te drugostupanjski Zapovjednički križ istog reda (8. ožujka 1814. kao general-bojnik).
Umro je početkom 1817. godine u Pančevu, u južnom Banatu, koji se u to vrijeme nalazio u sastavu Vojne krajine u okviru Habsburške Monarhije.

## Vanjske poveznice
- Karlo Pavao Gvozdanović – jedan od istaknutih članova stare plemićke obitelji sa Žumberka – u Hrvatskoj enciklopediji LZMK
- Gvozdanović u jednom životopisnom rječniku austrijskih generala
- Gvozdanović je 1809. godine bio pukovnik u 4. korpusu Austrijske vojske na funkciji načelnika Glavnog stožera  Arhivirana inačica izvorne stranice od 23. rujna 2015. (Wayback Machine)